# Сан-Педро-дель-Ромераль
Сан-Педро-дель-Ромераль (ісп. San Pedro del Romeral) — муніципалітет в Іспанії, у складі автономної спільноти Кантабрія. Населення — 547 осіб (2009).
Муніципалітет розташований на відстані близько 300 км на північ від Мадрида, 38 км на південь від Сантандера.
На території муніципалітету розташовані такі населені пункти: Алар, Альдано, Бусталегін, Бустієрро-Ель-Росаріо, Орнедільйо, Ла-Переділья, Сан-Педро-дель-Ромераль (адміністративний центр), Ла-Сота, Вегалоскорралес, Вегалосвадос.

## Демографія
Динаміка населення (INE ):

## Галерея зображень

Розташування муніципалітету